# Memecylon lureri
Memecylon lureri är en tvåhjärtbladig växtart som beskrevs av Charles Victor Naudin. Memecylon lureri ingår i släktet Memecylon och familjen Melastomataceae. Inga underarter finns listade i Catalogue of Life.